# 休里夫齊 (赫梅利尼茨基州)
50°2′13″N 26°47′47″E / 50.03694°N 26.79639°E
休里夫齊（羅馬化：Shchurivtsi）是烏克蘭西部的村莊，隸屬赫梅利尼茨基州的舍佩蒂夫卡區。該村面積2.46平方公里，海拔高度246米，2001年人口520，人口密度每平方公里211.04人。